# Агбо, Куами
Куами Агбо (фр. Kuami Agboh; род. 28 декабря 1977, Цевие, Приморская область) — тоголезский футболист французского происхождения, который играл на позиции полузащитника.

## Клубная карьера
Профессиональную карьеру начал в 1997 году за фарм-клуб «Осера». В следующем году стал играть за первую команду «бургундцев». За клуб из Осера Агбо играл на протяжении 7 лет с годичными перерывами: в 2003 и 2005 годах возвращался в фарм-клуб, и в 2004 был отдан в аренду в «Гренобль». В 2006 году перешёл в бельгийскую команду «Беверен». С 2007 по 2008 выступал за финский клуб «МюПа-47», где завершил профессиональную карьеру футболиста.

## Карьера за сборную
Прошёл все стадии структур юношеских и молодёжных сборных Франции. Вместе с французскими сборными становился чемпионом Европы в 1996 году и чемпионом мира в 1997.
11 ноября 2015 года дебютировал за национальную сборную Того в товарищеском матче против сборной Парагвая. Был включен в состав на Чемпионат мира 2006 в Германии (сыграл только 25 минут в матче групповой стадии против Швейцарии). Всего Агбо сыграл за сборную 6 матчей.